# Peperomia aristeguietae
Peperomia aristeguietae là một loài thực vật có hoa trong họ Hồ tiêu. Loài này được Steyerm. miêu tả khoa học đầu tiên năm 1971 publ. 1972.